# Шебанова, Анна Ивановна
Анна Ивановна Шебанова (род. 8 ноября 1925, Москва) — юрист, специалист по трудовому праву и проблемам коллективных договоров; выпускница Московского юридического института (1947), доктор юридических наук с диссертацией о проблемах советского правового регулирования труда молодежи (1974); профессор и заведующая кафедрой трудового права и права социального обеспечения МГЮА; почетный работник высшего профессионального образования РФ.

## Работы
Анна Шебанова являлась автором и соавтором более 120 научных публикаций, включая несколько монографии; она специализировалась, в основном, на советском трудовом праве и вопросах трудоустройства молодёжи в СССР:
- Охрана труда подростков. — Москва : Профиздат, 1968. — 94 с.
- Трудовые права работников торговли. — Москва : Госюриздат, 1957. — 103 с.
- «Право и труд молодежи» (М., 1973)
- Вы поступаете на работу / Анна Шебанова. — М. : Радуга, 1998. — 142 с.; 17 см. — (Беседы о праве / Адвок. фирма «ЮсТ»).; ISBN 5-05-004561-4.